# Horloge astronomique de Bourges
L’horloge astronomique de Bourges, abritée par la cathédrale Saint-Étienne, a été conçue en novembre 1424 par Jean Fusoris. Elle est offerte par Charles VII, le « petit roi de Bourges », à ses habitants pour le baptême de son fils le dauphin (futur Louis XI) et est une des plus anciennes horloges astronomiques conservées de France,

## Histoire
L'horloge fut installée à l'occasion du baptême de Louis XI. On doit sa conception à Jean Fusoris, chanoine mathématicien, et sa construction à André Cassart, serrurier. Le buffet fut peint par Jean Grangier, dit Jean d'Orléans. Sa construction est précisément datée par les extraits du compte de construction de l'horloge de 1424  conservé sous la côte (8G404) par les Archives départementales du Cher .
Initialement placée sur le jubé de la cathédrale, détruit en 1757, elle fut placée dans un bas-côté de la cathédrale jusqu'au XIXe, puis mise de côté dans la crypte.

## Description
Inscrite dans un buffet de bois figurant un beffroi, elle est la plus ancienne horloge astronomique conservée en France et l'une des plus anciennes horloges après l'horloge médiévale de la cathédrale Saint-Pierre de Beauvais. Son cadran supérieur du XIXe siècle, à deux aiguilles, donne les heures ; le cadran inférieur - astronomique -, plus complexe, offre les indications suivantes :
- le jour dans le zodiaque ;
- le mouvement mensuel de la lune ;
- les phases de la lune ;
- le mouvement annuel du soleil ;
- la position du soleil dans le ciel.

Les clochettes placées au sommet du buffet sonnent chaque quart d'heure et sonnent le Salve Regina, chaque heure.
D’une très grande précision, elle n’a qu'une seconde de décalage pour 150 ans.

## Restaurations
L'horloge a connu plusieurs campagnes de restauration, en 1782, 1822, 1841, jusqu'à ce qu'en 1872 on dépose le vieux mécanisme pour le remplacer par un plus basique, dans la partie haute de l'horloge et ne donnant que les heures.
Le calendrier zodiacal a été restauré en 1973.
En 1986, un incendie cause de graves dommages à l'horloge, ce qui conduisit à un projet de restauration poussé, visant à remettre l'horloge dans son état initial.
En 1994, l'horloge fut remise en place, après une restauration complète lors de laquelle on remplaça le mécanisme de 1424 par une copie exacte.
Le mécanisme d'origine est conservé et mis en valeur dans la cathédrale.
Dans les années 1990, un fac-similé du cadran de l'horloge a été construit, et placé dans l'office de tourisme de la ville.

## Dimensions
- largeur du buffet : 1,75 m
- profondeur du buffet : 1,75 m
- hauteur du buffet : 6,20 m
- longueur du mécanisme : 1 m
- largeur du mécanisme : 0,85 m
- hauteur du mécanisme : 1,20 m